# Slatvina
Slatvina es un municipio del distrito de Spišská Nová Ves en la región de Košice, Eslovaquia, con una población estimada a final del año 2024 de 307 habitantes.
Se encuentra ubicado al noroeste de la región, en la sierra del Alto Tatra y la cuenca hidrográfica del río Hernád, y cerca de la frontera con la región de Prešov.

## Demografía
| Año        | 1994 | 2004     | 2014    | 2024    |
| ---------- | ---- | -------- | ------- | ------- |
| Población  | 253  | 306      | 322     | 307     |
| Diferencia |      | +20,94 % | +5,22 % | −4,65 % |

| Año        | 2023 | 2024    |
| ---------- | ---- | ------- |
| Población  | 303  | 307     |
| Diferencia |      | +1,32 % |